# Milan Osterc
Milan ("Miki") Osterc (Murska Sobota, 4 juli 1975) is een voormalig Sloveens voetballer. Hij beëindigde zijn carrière in 2012 bij NK Koper.

## Interlandcarrière
Onder leiding van bondscoach Zdenko Verdenik maakte Osterc zijn debuut voor het Sloveens nationaal elftal op 6 september 1997 in de WK-kwalificatiewedstrijd tegen Griekenland (0-3), net als Rudi Istenič van Fortuna Düsseldorf. Osterc viel in die wedstrijd na 70 minuten in voor Ermin Šiljak. Hij speelde in totaal 44 interlands (acht doelpunten) en nam met Slovenië deel aan het EK voetbal 2000 en het WK voetbal 2002.
| Interlanddoelpunten | Interlanddoelpunten | Interlanddoelpunten | Interlanddoelpunten | Interlanddoelpunten | Interlanddoelpunten | Interlanddoelpunten | Interlanddoelpunten |
| №                   | Datum               | Locatie             | Wedstrijd           | Goal(s)             | Score               | Uitslag             | Competitie          |
| ------------------- | ------------------- | ------------------- | ------------------- | ------------------- | ------------------- | ------------------- | ------------------- |
| 1                   | 8 februari 1999     | Masqat              | Oman – Slovenië     | 8'                  | 0 – 1               | 0 – 7               | Oefeninterland      |
| 2                   | 8 februari 1999     | Masqat              | Oman – Slovenië     | 72'                 | 0 – 3               | 0 – 7               | Oefeninterland      |
| 3                   | 8 februari 1999     | Masqat              | Oman – Slovenië     | 82'                 | 0 – 4               | 0 – 7               | Oefeninterland      |
| 4                   | 8 februari 1999     | Masqat              | Oman – Slovenië     | 89'                 | 0 – 6               | 0 – 7               | Oefeninterland      |
| 5                   | 18 augustus 1999    | Ljubljana           | Slovenië – Albanië  | 80'                 | 2 – 0               | 2 – 0               | EK-kwalificatie     |
| 6                   | 3 september 2000    | Toftir              | Faeröer – Slovenië  | 85'                 | 0 – 2               | 2 – 2               | WK-kwalificatie     |
| 7                   | 1 september 2001    | Ljubljana           | Slovenië – Rusland  | 62'                 | 1 – 0               | 2 – 1               | WK-kwalificatie     |
| 8                   | 10 november 2001    | Ljubljana           | Slovenië – Roemenië | 70'                 | 2 – 1               | 2 – 1               | WK-kwalificatie     |

## Erelijst
Olimpija Ljubljana
- Beker van Slovenië

1999-00
 Hapoel Tel Aviv
- Toto Cup

2002
 HIT Gorica
- Topscorer 1. slovenska nogometna liga

2010 (23 goals)